# میشل ناردی
میشل ناردی (انگلیسی: Michele Nardi؛ زادهٔ ۹ ژوئیهٔ ۱۹۸۶) بازیکن فوتبال اهل ایتالیا است.
از باشگاه‌هایی که در آن بازی کرده‌است می‌توان به باشگاه فوتبال روبور سیه‌نا و باشگاه فوتبال پارما اشاره کرد.